# Idelʹson (Mondkrater)
Idelʹson ist ein Einschlagkrater auf der Mondrückseite in der Nähe des Südpols. Er liegt südwestlich von Schrödinger. Sein nördlicher Rand wird von dem größeren Krater Ganswindt überlagert. Der Krater ist sehr alt, seine Entstehungszeit fällt in die pränektarische Periode.

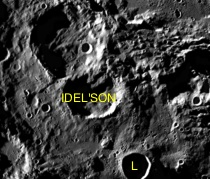
Idel'son und sein Nebenkrater

Weiter südlich liegt der mit L bezeichnete und einzige Nebenkrater:
| Buchstabe | Position          | Durchmesser | Link |
| --------- | ----------------- | ----------- | ---- |
| L         | 82,4° S, 115,8° O | 28 km       |      |

Dieser Mondkrater wurde im Jahr 1970 von der Internationalen Astronomischen Union (IAU) nach dem sowjetischen Astronomen, Physiker und Mathematiker Naum Iljitsch Idelson (1885–1951) benannt. Die Verwendung des Apostrophs im Kraternamen kommt daher, dass in der kyrillischen Schreibung von Idelson hinter dem Buchstaben l ein Weichheitszeichen steht, das in der englischen Transliteration durch einen Apostroph gekennzeichnet wird, in diesem Fall aber nicht in der deutschen Transliteration.